# Karen McKenzie
 (décembre 2024).
Karen McKenzie (veuve Fairgate) est l'un des personnages principaux du feuilleton télévisé Côte Ouest, interprété par Michele Lee.

## Biographie
Karen est une femme au foyer équilibrée et attentive, heureuse en ménage et mère de trois enfants : Diana, Eric et Michael. Elle est mariée à Sid Fairgate, garagiste, le frère de la vénéneuse Abby Fairgate. C'est aussi une mère attentive et attentionnée. 

### Mariage avec Sid Fairgate
Karen est une femme heureuse. Elle adore son mari et ses enfants. Malheureusement, Sid meurt accidentellement laissant Karen dans une grande tristesse et dans le désespoir. C'est l'avocat Mack McKenzie qui la séduira.

### Mariage avec Mack McKenzie
Karen se marie avec Mack. Elle devient une femme d'affaires en prenant la direction du garage de Sid et travaille ensuite avec Gary Ewing et Abby Fairgate, devenue Abby Ewing. Elle souffre du départ de sa fille mais reste proche de ses fils. Elle adopte ensuite Meg, la fille de Laura et Greg Sumner, à la suite de la mort de Laura. Elle fait une carrière à la télévision mais l'abandonne.
Entre-temps, elle doit accueillir Paige Matheson, la fille que Mack a eu avec Anne Matheson.